# Закуев, Азамат Арсенович
Азамат Арсенович Закуев (род. 7 июня 1998 год, Кабардино-Балкария) — российский борец вольного стиля. Вице-чемпион России 2022. Финалист чемпионата мира до 23 лет 2021. Мастер спорта России международного класса.

## Биография
Азамат родился в селе Шалушка Чегемского района Республики Кабардино-Балкария. В возрасте 5 лет пошел на секцию вольной борьбы под предлогом своего отца тренера Арсена Закуева.

## Спортивная карьера
В 2017 году стал финалистом "Кубка мучеников" в Иране в составе команды сборной России. В 2018 году принял участие на первенстве Европы среди юниоров в Италии, где стал победителем в весе до 92 кг. В финале он одолел россиянина, представляющий Азербайджан Асхаба Хамзатова. Участник турнира гран-при Иван Ярыгин 2019. Победитель турнира памяти Юрия Гусова 2019 во Владикавказе. Участник Чемпионат мира среди борцов до 23 лет 2019 в Будапеште. В 2020 году стал победителем чемпионата России до 23 лет в весовой категории до 92 кг. В марте 2021 года выиграл бронзовую медаль взрослого чемпионата России, затем был отобран в состав сборной России на чемпионат Европы до 23, где Закуев стал третьим. В начале осени 2021 года Закуев поучаствовал на первых играх стран СНГ в Казани, где добрался до финала и уступил российскому легионеру из Дагестана, который представляет Азербайджан - Осману Нурмагомедову. В ноябре 2021 года на чемпионате мира среди борцов до 23 лет в Сербии взял серебряную медаль. В конце 2021 года снова стал финалистом международного турнира в Хасавюрте. В мае 2022 года добыл бронзовую медаль первого турнира серии лиги Поддубного в Москве. Летом на чемпионате России 2022 дошел до финала, где уступил вице-чемпиону мира 2021 Магомеду Курбанову (Дагестан).
В 2025 году в нейтральном статусе принял участие в чемпионате Европы, который состоялся в Братиславе. В весовой категории до 92 кг в первом же поединке уступил Адлану Висханову представляющему Францию.

## Спортивные достижения
- 2018 Первенство Европы среди юниоров — ;
- 2020 Чемпионат России до 23 лет — ;
- 2021 Чемпионат России — ;
- 2021 Чемпионат Европы до 23 лет — ;
- 2021 Чемпионат мира до 23 лет — ;
- 2022 Чемпионат России — ;

## Личная жизнь
Азамат является младшим братом Анзора Закуева, который так же является борцом вольного стиля.